# 결혼식장

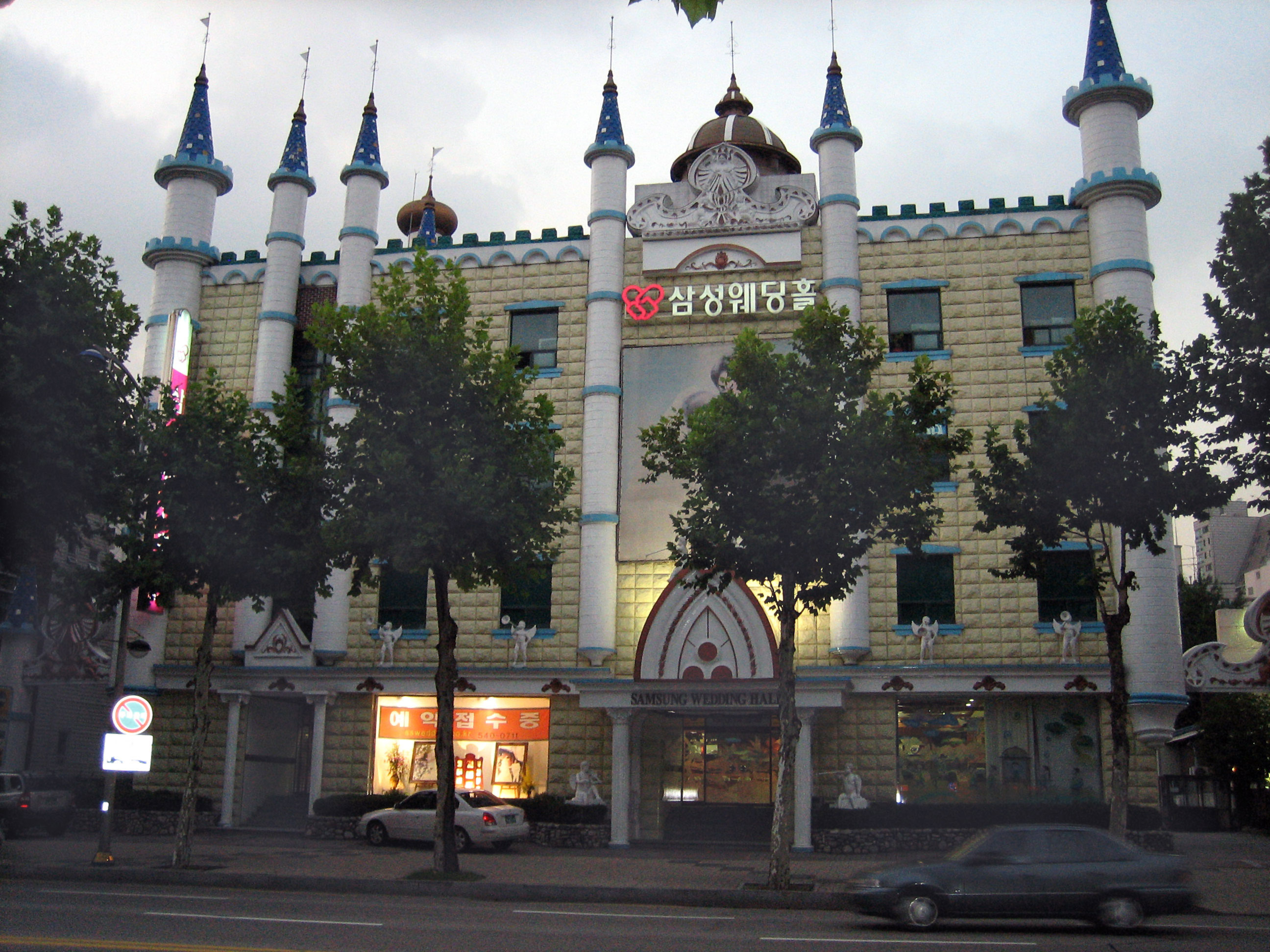
삼성웨딩홀

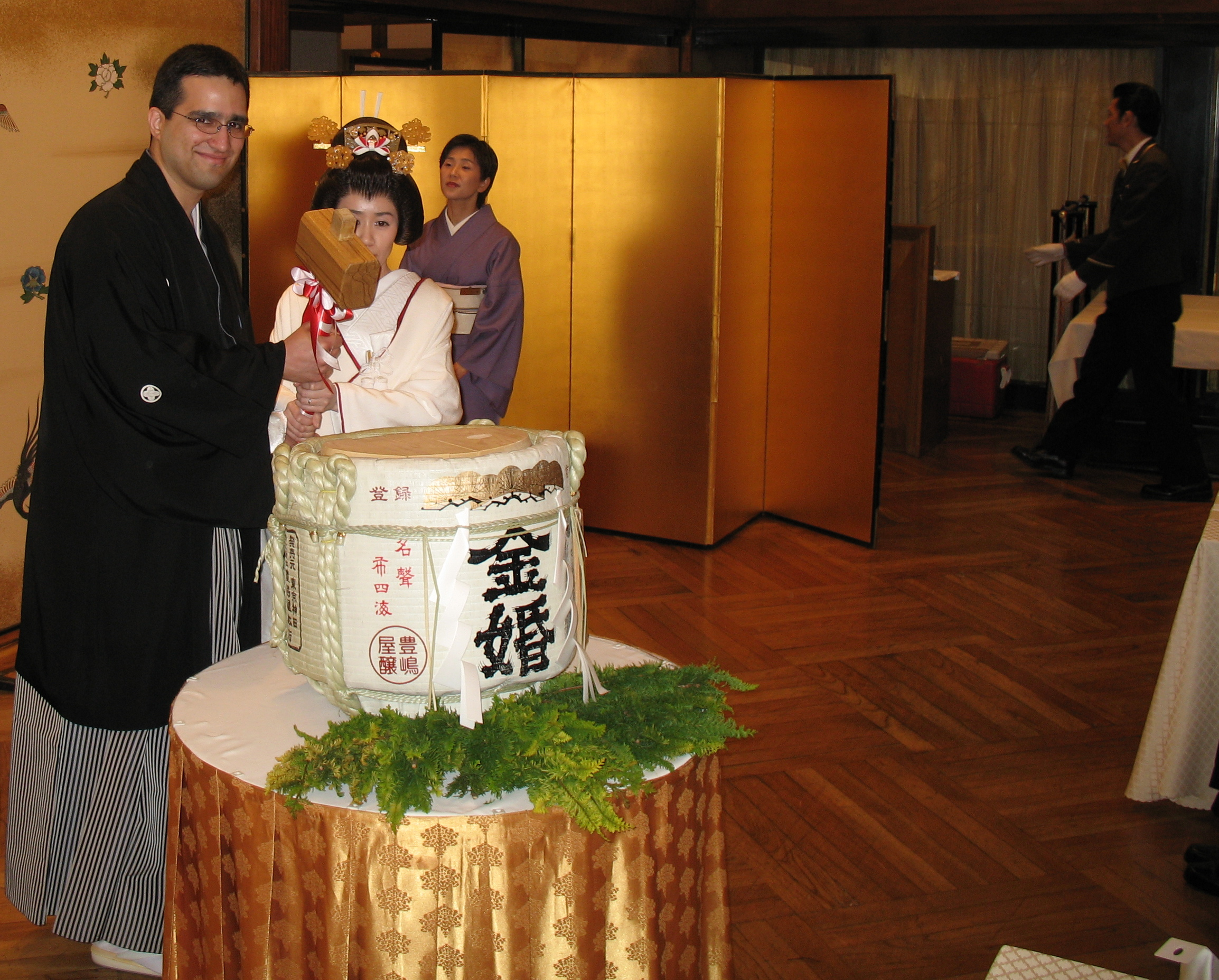
일본의 결혼식장 내부

결혼식장(結婚式場)은 결혼식을 하는 장소이다. 넓은 의미에서 결혼식을 하는 것을 목적으로 한 상업 시설의 총칭이다. 결혼식장은 일반 상업 시설 뿐만 아니라, 신사, 사원, 교회, 호텔 등 종교적인 장소가 결혼식장이 되기도 한다. 결혼식장 내부에 피로연을 할 수 있는 공간이 마련되어 있는 곳도 있다. 또한  결혼식, 피로연, 신혼 여행 안내까지 모든 준비가 되어있는 곳도 있다.

## 대한민국
대한민국에서는 2000년대 중반까지 결혼식장(웨딩홀)을 대관해 결혼을 하는 경우가 흔했다.
2000년대 후반부터는 색다른 결혼을 하고 싶어하는 수요의 증가에 따라 고급호텔에서 결혼을 하는 호텔 결혼식도 인기를 끌기 시작했다. 반면, 2010년대 중반에는 교외 카페나 야외에서 결혼식을 하는 스몰웨딩도 인기를 끌게 되었다. 공원, 한옥 등도 결혼식장으로 쓰이고 있다.
한편, 기독교인들은 교회나 성당을 빌려서 결혼하는 경우도 많다.
결혼식장이 없는 지역
대한민국의 경우 울릉군, 신안군, 화천군 등지에는 거주 인구가 적거나 하는 이유로 결혼식장이 없다.
1. ↑  류영욱 (2022년 5월 7일). “"1000만원 스드메 가버려"…공원서 올리는 '스몰웨딩' 왠지 힙해 보이네”. 《매일경제》. 2022년 10월 17일에 확인함.